# Caylloma (provincie)
Caylloma is een provincie in de regio Arequipa in Peru. De provincie heeft een oppervlakte van  14.019 km² en telt 94.220 inwoners (2015). De hoofdplaats van de provincie is het district Chivay.

## Bestuurlijke indeling
De provincie Caylloma is verdeeld in twintig districten, UBIGEO tussen haakjes:
- (040502) Achoma
- (040503) Cabanaconde
- (040504) Callalli
- (040505) Caylloma
- (040501) Chivay, hoofdplaats van de provincie
- (040506) Coporaque
- (040507) Huambo
- (040508) Huanca
- (040509) Ichupampa
- (040510) Lari
- (040511) Lluta
- (040512) Maca
- (040513) Madrigal
- (040520) Majes
- (040514) San Antonio de Chuca
- (040515) Sibayo
- (040516) Tapay
- (040517) Tisco
- (040518) Tuti
- (040519) Yanque

Arequipa · Camaná · Caravelí · Castilla · Caylloma · Condesuyos · Islay · La Unión